# Halászbástya
A Halászbástya (németül: Fischerbastei) Budapest egyik legismertebb műemléke, amely a budai várban, Budapest I. kerületében található. A neoromán kilátóteraszokról látható páratlan budapesti panoráma miatt a legjelentősebb idegenforgalmi látványosságok közé tartozik. A Halászbástya Dunával párhuzamos főhomlokzata csaknem 140 méter hosszúságú, amelyből a déli folyosószárny hossza mintegy 40 méter, az északié 65 méter, míg a díszes középső mellvédfal 35 méter hosszú. Csúcsos süvegű kőtornyai a hét magyar honfoglaló vezért szimbolizálják.
A régi budai várfalak helyén a Mátyás-templom átépítésével is megbízott Schulek Frigyes tervei alapján épült 1895 és 1902 között, neoromán stílusban. A neve arra utal, hogy a középkorban a várfalnak ezt a részét a halászok céhe védte. 1947–48-ban Schulek Frigyes fia, Schulek János vezette a második világháborúban megrongálódott épületegyüttes helyreállítását. 1987 óta része Budapest világörökségi helyszíneinek, a Budai Várnegyed részeként.

## Nevének eredete
Buda várának egykori középkori erődítményére – melynek egy része a dominikánus templom és kolostor alapfalát képezte, – már az 1850-es években a halászbástya megnevezést használták, majd pedig a déli bástyakar építménye is szintén ezen a néven vált nevezetessé.
A Halászok bástyája elnevezést feltehetőleg a budai városfalnak a halászok céhe őrizetére bízott szakaszáról kapta, de ennél is valószínűbb, hogy az alatta elterülő városrészről, a Halászvárosról – ami Víziváros déli, a Lánchíd környékére eső része volt – nevezték el. A halászok árujukat már a középkorban is a Mátyás-templom melletti térségben lévő halpiacra vitték, ám a halászok céhe nemcsak a halak árusításával törődött, szükség esetén tagjai vitézül védték a városfalat is.

## Története

### A bástya eredete
A Várhegy az Árpád-házi királyok idejében szálláshelyként és – a körülötte levő települések részére – védelmi beépítésként szolgált. A várhegyi település fejlődése IV. Béla király városfejlesztése nyomán vált jelentősebbé, de mint az ország közigazgatási központja, Mátyás király korában vált uralkodó jellegűvé. Védőműveit, bástyáit a középkorban és a török uralom idején megerősítették, ugyanakkor újra és újra megrongálódtak. Maga a várnegyed is jelentős átalakuláson ment keresztül az idők során. Mátyás fényes, virágzó budavári palotájából a mohácsi vészt követő török uralom sok mindent elpusztított, megszüntetett és átalakított a Várban is. A törökök nyomán érkező osztrák erők pedig Bécsből kormányoztak, ahol már az új divat, a barokk művészet dívott. Ennek a bécsi divatot követő építészeti hullámnak további épületek estek áldozatul, egyebek mellett a halászok bástyája közelében álló Mátyás-templom is.
A mai Halászbástya, a hajdani „Híradás” toronytól a Jezsuita lépcsőig terjedő bástyaszakasz alapfalaira épült, követve az egykori bástya hajtogatott alaprajzi elrendezését. Ez a hajtogatott várfal-védelmi rendszerben a bástya vonala úgy törik meg, hogy az egyes szakaszok egymást oldaltűzzel védhetik. Ezt a szakaszt a Rákóczi-szabadságharc leverését követően építette az osztrák hadvezetőség, az akkor modernnek számító hadászati elveknek megfelelően. A kör alaprajzú „Híradás” torony helyén épült a mai Halászbástya északi, karéjos főtornya.
A Halászbástya állapota fokozatosan romlott egyes védműveinek felújításai és az osztrák átépítések ellenére is, hiszen a területet az osztrák hadvezetés mint hadászati erődítményt tartotta számon. A Halászbástyát sem a természet, sem a háborúk nem kímélték. A hegyről folyvást lezúduló csapadékvíz fellazította, kimosta a hegyoldalon lévő várfal és Híradásbástya alapjainak egy részét. Ugyanakkor az elmúlt háborúk emlékeként, számos része a golyó marta hézagok kőomlásainak jó-rossz helyreállításának nyomait viselte magán. Mivel azonban a terület messze a város fölé emelkedik, városképi szempontból meghatározó jelentőségű volt. Az osztrák hadvezetés azonban nem volt hajlandó több pénzt áldozni a terület rendezésére annál, ami egy kiemeltebb erődítménynek kijár, így csupán az erődítési, várvédelmi munkákat végezték el. A Vár erődjellegét 1874-ben szüntették meg, amikor a hadügyminisztérium kimondta, hogy a Vár mint erődítmény nem felel meg az akkor korszerűnek tekintett követelményeknek. Innentől fogva ezen javítási munkálatok is elmaradtak. A főváros közben kiemelten kezelve az ügyet, már foglalkozott a terület megnyugtató rendezésével. A Pesti Szépészeti Bizottság már 1871-ben pályázatot írt ki az újonnan egyesített főváros szabályozási terveinek kidolgozására. A pályázat mindhárom díjazottja foglalkozott a Várhegy rendezésének kérdésével, és ezen belül több helyen kiemelt hangsúlyt kapott a Halászbástya is.

### Felújítás
A Halászbástya a Mátyás-templom 1874–1896 közötti helyreállításával kapcsolatos építészeti és városrendezési feladatoknak köszönheti a megvalósítását. A középkori templomaink védelméért és állapotainak megújulásáért oly sokat tévő Schulek Frigyes, a Mátyás-templom körül végzett kutatási munkákról szóló összegzésében már felismerte, hogy a templom egykor pénz híján el nem készült elemeinek hiánya miatt, valamint a hadászati szempontokból kialakított különös és kissé nyomott arányai révén (nem lehetett támpontot nyújtó magas, égbenyúló tornya), meg kellene tartani a kiásás által elért alacsonyabb talajszintet, és a környezetet hozzá rendezni. A Mátyás-templom megújításának elkészülte után az a kérdés már elodázhatatlanná vált, hogy a környezetet rendbe hozzák és a templomhoz méltóvá tegyék. Az eredeti elképzeléseknek megfelelően, ezt a területet is az ezredéves évfordulóra kellett volna rendezni, és bár az erre vonatkozó terveit Schulek idejében elkészítette, amelyet a Fővárosi Közmunkák Tanácsának még 1894-ben véleményezésre is előterjesztettek, az építkezést végül csak 1899-ben kezdték és több részletben valósult meg. 1901-ben és 1902-ben készült el a déli és északi lépcső, de az egész Halászbástyát az építkezés teljes befejezését követően, 1905. október 9-én adták át a fővárosnak.

### Az építkezés költségei
A Halászbástya megvalósítása és eredeti előirányzata eltérést mutatott, amelynek fő oka, a közben lezajlott ezredévi ünnepség kapcsán megváltozott alapkoncepció. A Halászbástya építési munkálatainak első költségvetési előirányzata 800 000 akkori aranyforintot tett ki, amelyből a szabad lépcsőre 100 000, a folyosókra 200 000, a tervezett Szent István csarnokra 200 000, és az eredeti elképzelés szerint itt felállított A hét vezér lovascsoportra 300 000 aranyforint jutott. Az utóbbi elképzelést kiemelték a tervből és másutt, a Pesti oldalon, a Liget szélén, az akkori Sugár út lezárásaként, a mai Hősök terén valósult meg az Ezredéves emlékmű és nem Schulek, hanem Schickedanz Albert építész és Zala György szobrász elgondolásai szerint. Az időközben más megoldásban kivitelezett Szent István-szobor és az Ezredéves emlékmű költsége az összegből levonást nyert. Végül is az építkezés 1 millió 165 000 forintot emésztett fel, amelyből a lépcső és a hozzá kapcsolódó parképítés költségeit, 200 000 forintot a Fővárosi Közmunkák Tanácsa fedezett, a többi költség megoszlott a főváros (685 000 forint) és az államkincstár (280 000) között.

### A II. világháború után

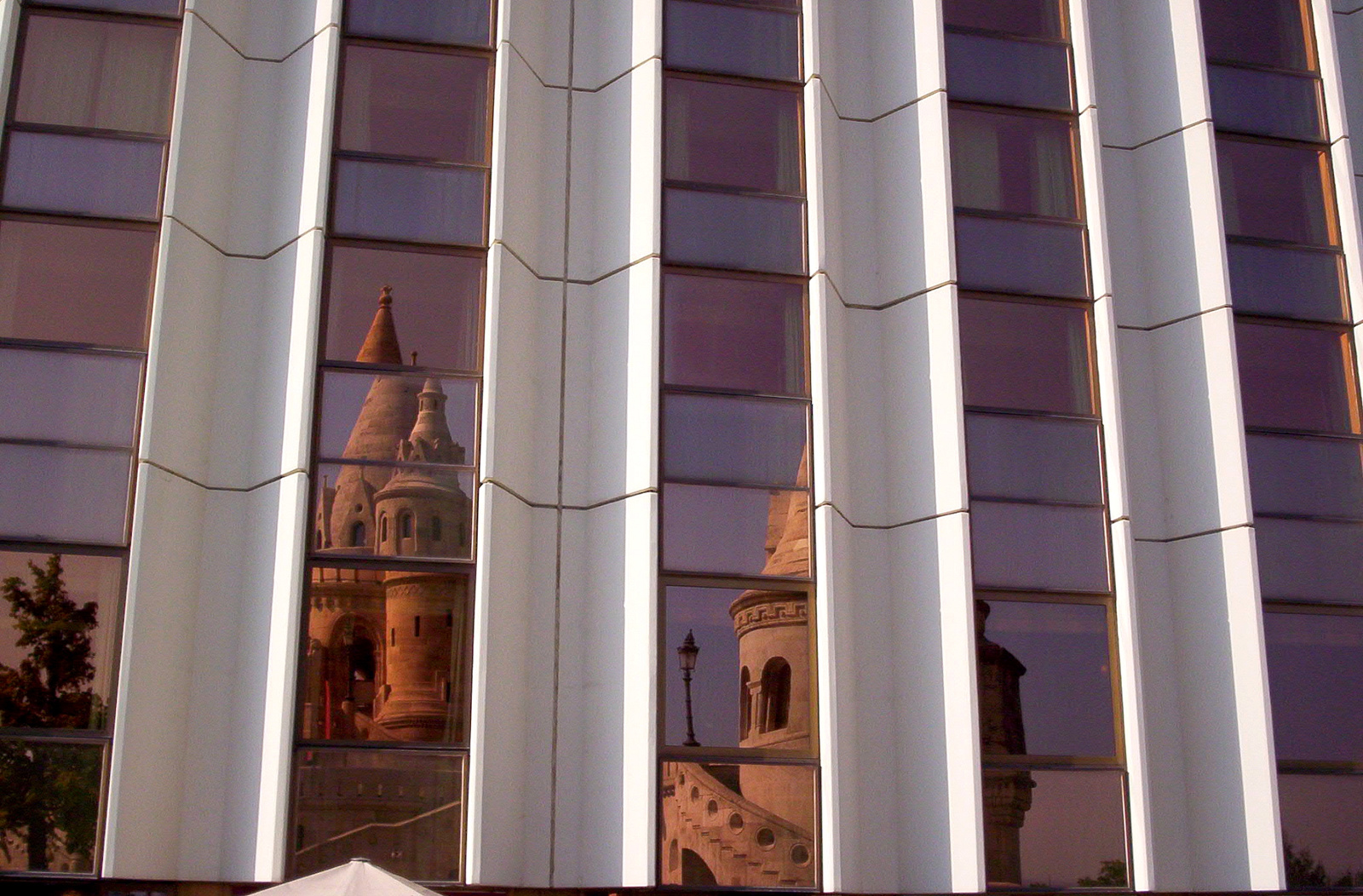
A Halászbástya tükröződése a Hilton szálló modern ablakairól

A Halászbástya a második világháború ostromai során több helyen súlyosan megsérült, de mivel addigra az épületegyüttes Budapest kiemelt nevezetességei közé sorakozott fel, a háború után, a helyreállítási prioritások sorában előkelő helyet foglalt el. 1947-48-ban a helyreállítási munkálatokat az építő Schulek Frigyes fia, Schulek János vezette haláláig. A további, 1953-ig tartó munkálatok Bors László, a feladatra államilag kijelölt építőművész vezetésével folytak. A helyreállítást nehezítette, hogy szinte centiméterről centiméterre kellett a területet tüzetesen átvizsgálniuk a tűzszerészeknek, mielőtt a kárfelmérés és a helyreállításra vonatkozó tervek elkészülhettek volna. Az éveken keresztül zajló folyamat első látványos részeként, a Halászbástya világháború utáni helyreállítása, 1953-ban elkészült. A Vár egyéb – tűzszerészeti átvizsgálásra nem került – részeitől magas fapalánkkal elhatárolva volt látható, különösen a mai Hilton szálló felőli oldalon. A balesetek elkerülésére állandó járőrszolgálat vigyázott a Rákosi-korszakban, de még 1957 után is több helyen, aminek volt valós veszélyen alapuló, de ugyanakkor politikai vetülete is, különös tekintettel az odaérkező külföldiek ellenőrzésére.
Sok vitát váltott ki a mögé épített hotel Halászbástyára néző épülete, annak modern ablakaival. Sokan a Schulek-féle, tisztán a Mátyás-templom és a Halászbástya alkotta egységet látták benne felborulni, nem találva indokot a hotel jóval nagyobb tömegű épületegységének felépítésére. Mások a modern és a régi együttállásának, akkor hazánkban újnak számító elveit látták megvalósulni a két épület alkotta szoros, de új egységben. Aztán a viták elcsendesültek és egyre inkább látszott a valódi gond; a Halászbástya halaszthatatlan felújítása, amelyre már csak 1990 után kerülhetett sor.

### Az újabb felújítás

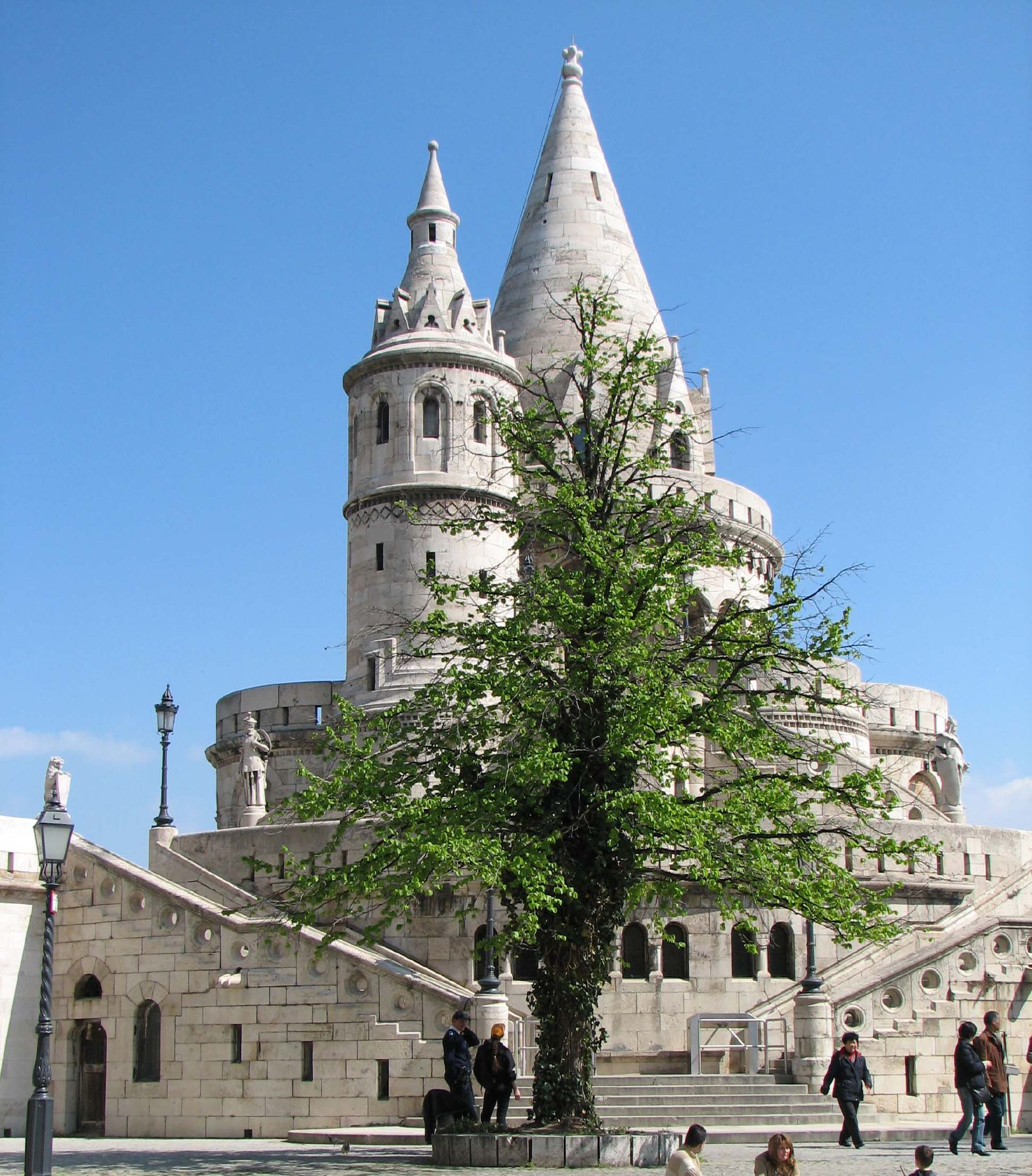
A felújított Halászbástya 2008 áprilisában

A második világháború utáni évtizedekben a bástyát meglehetősen sok károsodás érte és az elmaradt karbantartások is fokozták állagának leromlását. Az 1970-es években a fővárosi kéményekből áradó korom és kén a falait feketére színezte és a díszes burkolatokat is roncsolta – ez egyes, még fel nem újított részeken ma is megfigyelhető. 1984–1985 között, az akkori tervhivatal a felújításra anyagi keretet különített el, viszont a rekonstrukciós munkálatok 1990–1992 között leálltak. Ekkorra fejeződött be a déli bástyaszakasz felújítása. Mivel ezen a szakaszon tönkrement az alapozás, így ez bizonyult a legveszélyesebbnek, a bástya többi részén ilyen jellegű statikai problémákkal a szakemberek nem találkoztak. A felújítást a Főmterv Rt. tervezte, melynek szakemberei 1992 decemberében hozzávetőlegesen 240-270 millió forintra becsülték a hátralévő munkálatok költségét
Látván, hogy évekig nem történik semmi és ez súlyos károsodásokhoz vezethet, az I. kerületi önkormányzat saját erejéből kezdte folytatni a felújítást 1994-ben. A munkálatok költségéből a Fővárosi Önkormányzat és a Országos Műemlékvédelmi Hivatal is kivette a részét. A helyi önkormányzat 20-60 millió forinttal járult hozzá évente, a másik két szervezet pedig évi 5-10 millió forintot áldozott a felújításra. A munkálatok magukban foglalták a déli bástya rekonstrukcióját, a Schulek-lépcső és a déli felső lépcső, valamint a Mátyás-templom szentélye mögötti pártás támfal felújítását, mely során a díszítőkövek javítását és megtisztítását is elvégezték. Lezajlott a Szent István szobor körül lerakott díszburkolat, majd a 6 darab vitéz szobor felújítása is, melyek a déli felvezető lépcsőt díszítik.
1995. május 30-án lépett érvénybe az I. kerületi önkormányzat határozata, melynek értelmében belépti díjat vezettek be a Halászbástyán. 1997. június 25-én, a Széchenyi lánchíddal együtt, megtisztították a falfirkáktól és festéktaszító anyaggal vonták be. Végül 2003 novemberében adták át a nagyközönségnek a sok tekintetben felújított épületegyüttest, amely még 1987-ben, a Budai Várnegyeddel együtt, a világörökség része lett.

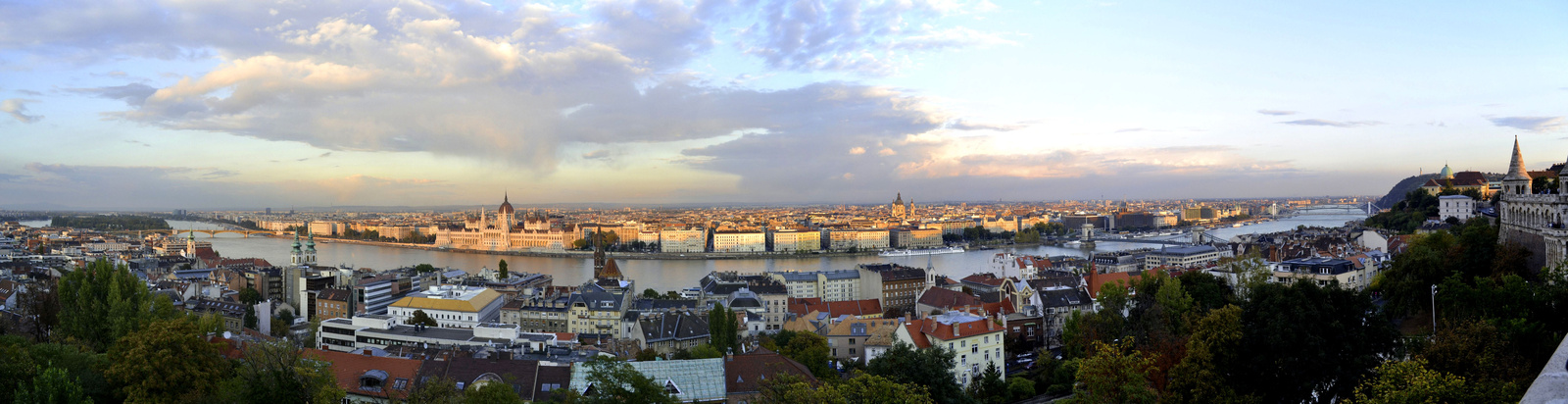
Budapest látképe a Halászbástya mellvédjéről

E lépcső a magyar hit szentelt csarnokához és a magyar dicsőség emlékeihez vezet, művészileg megmunkált köveiben a Budavári Koronázó Főtemplom és a Halászbástya fennkölt újjáalakítójának Dr Schulek Frigyesnek a hittől és a nagy múlt emlékeitől megihletett lánglelke él. Magyar, ki e lépcsőn jársz ne feledd: Nemzetünket erőssé a hit és a hazaszeretet egysége tette.

## A Halászbástya részei

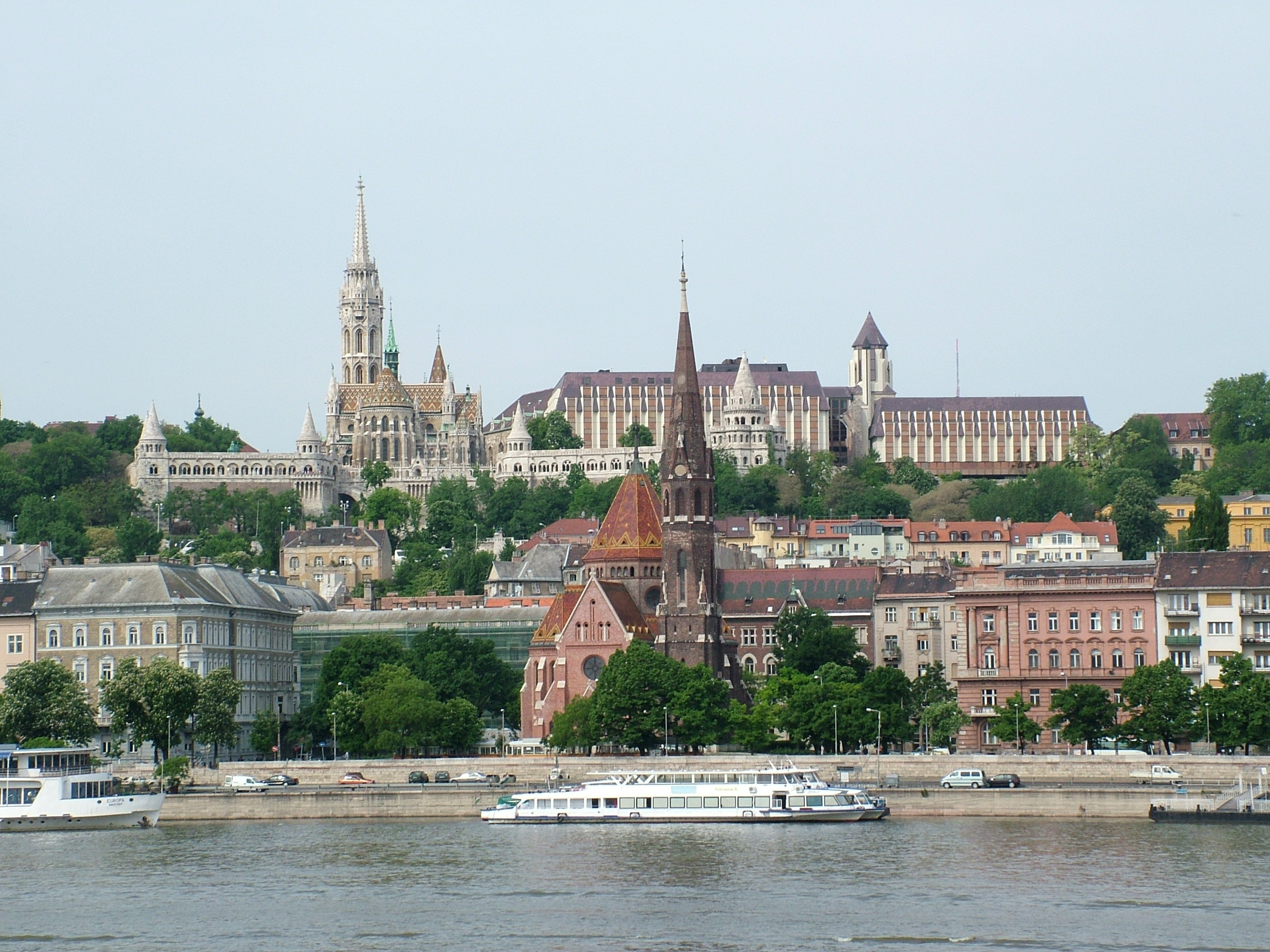
A Halászbástya épületegyüttese Pest felől

A Halászbástyát, Schulek építőművész fő művét, három épületrész és több kisebb egység teszi szerves egésszé, Schulek terveinek megfelelően.

### A lépcsők

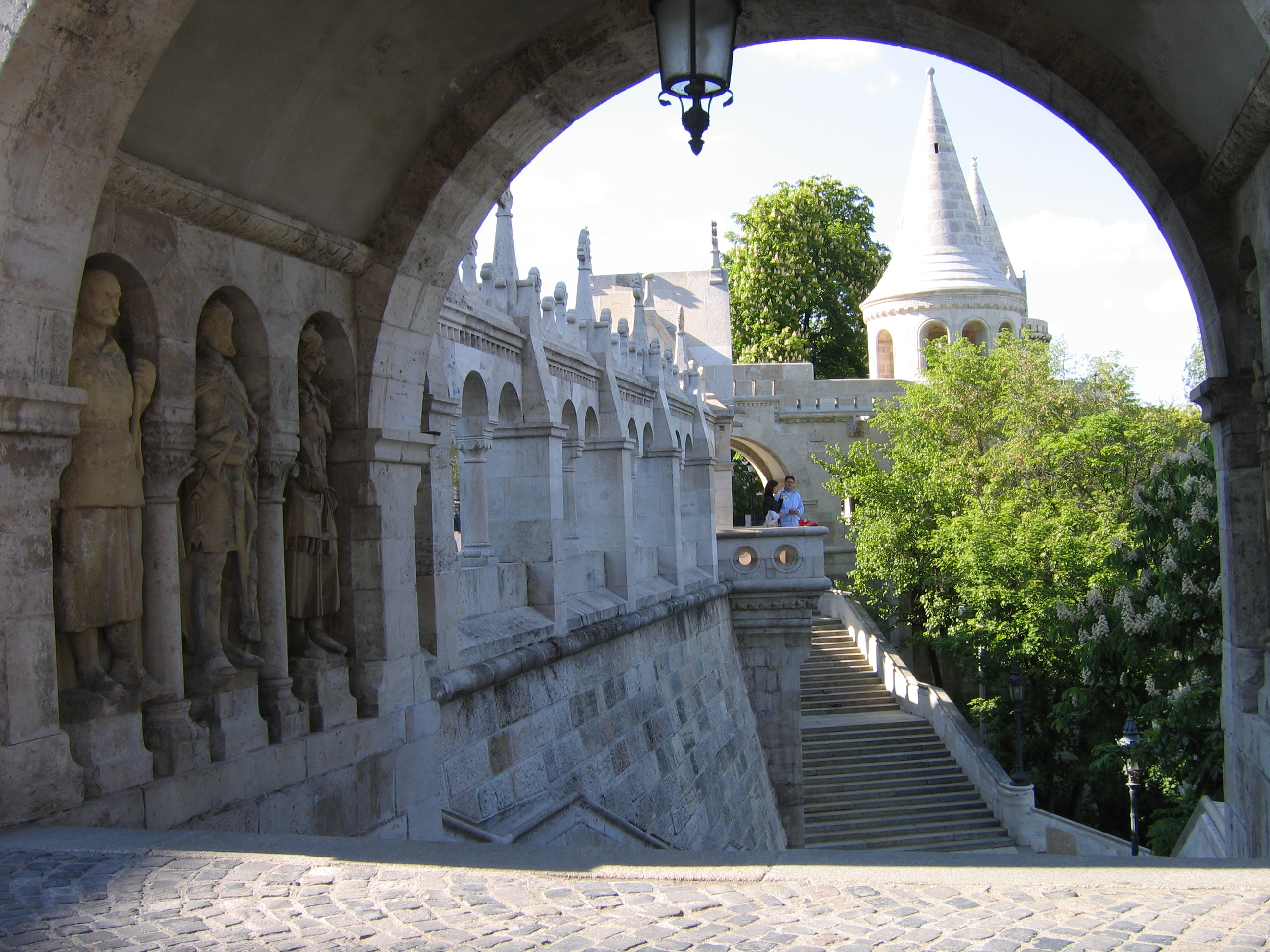
A Schulek-lépcső, a fülkékben Árpád-kori vitézek szobraival

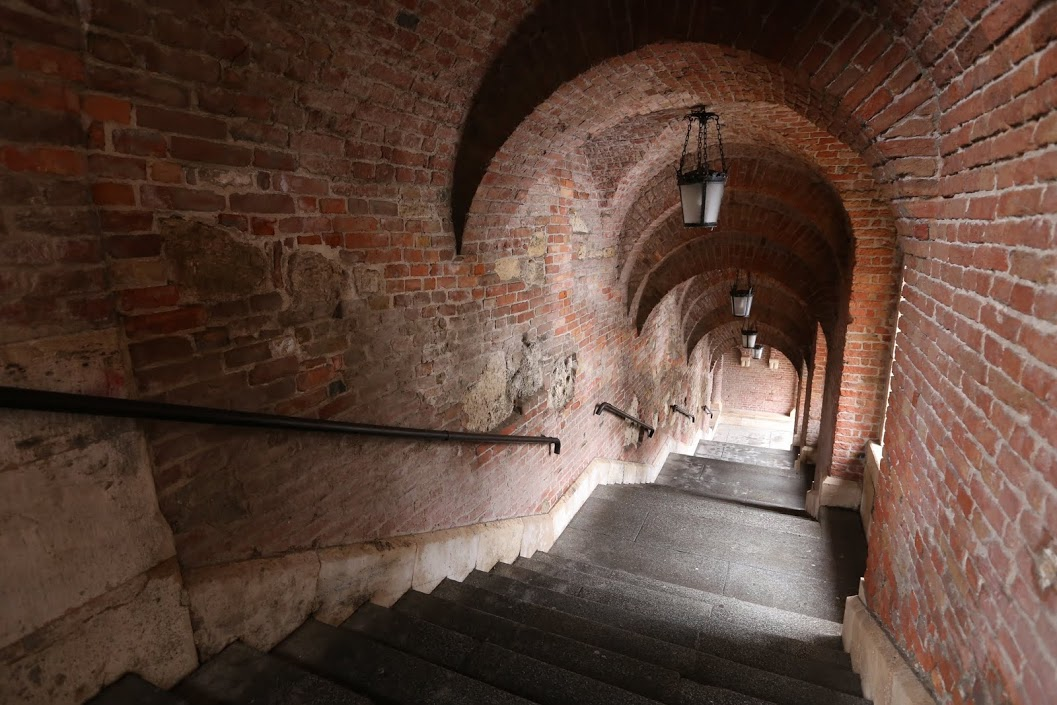
A Jezsuita-lépcső

Három szakaszból álló lépcsőzet épült meg, amelyet eredetileg Schulek a Duna partjáig akart levinni. A Halászbástya létrejöttéig a Várba egy hosszú szakaszon, csak a bástya déli falába szoruló, szűk és sötét, ún. Jezsuita-lépcsőn lehetett feljárni a Halászváros felől, amely jelentősebb, nagyobb forgalom részére alkalmatlan volt. Schulek megváltoztatta a feljáratot, a lépcsőt helyenként 8 méterre kiszélesítette, alsó kapuja hangsúlyos díszítést és stílusos oromzatot kapott, elhelyezve benne a bástya földmunkái során feltárt, román kori templomból származó, eredeti kőoroszlán domborművet. A gránitkőből készült egyszerű lépcsők téglaalapzaton helyezkednek el, és csupán a korlátokon alkalmazott, ún. tagozott, áttört formákkal kialakított, román stílusjegyeket magán viselő díszítést kapott. A lépcsőfeljárat jobb és bal oldalán, három-három íves fülkemélyedésben, különböző fegyvernemeket képviselő Árpád-kori harcosok szobrát helyezték el. A főlépcső hét vezér szobra közül négyet Franz Graf Mikula (Mikula Ferenc 1861–1926) debreceni születésű, bécsi iskolázottságú szobrászművész faragott. Ugyancsak az ő munkája a Szent István szobor talapzata, oroszlánjai és reliefjei.

### Az északi és déli bástyák, folyosók

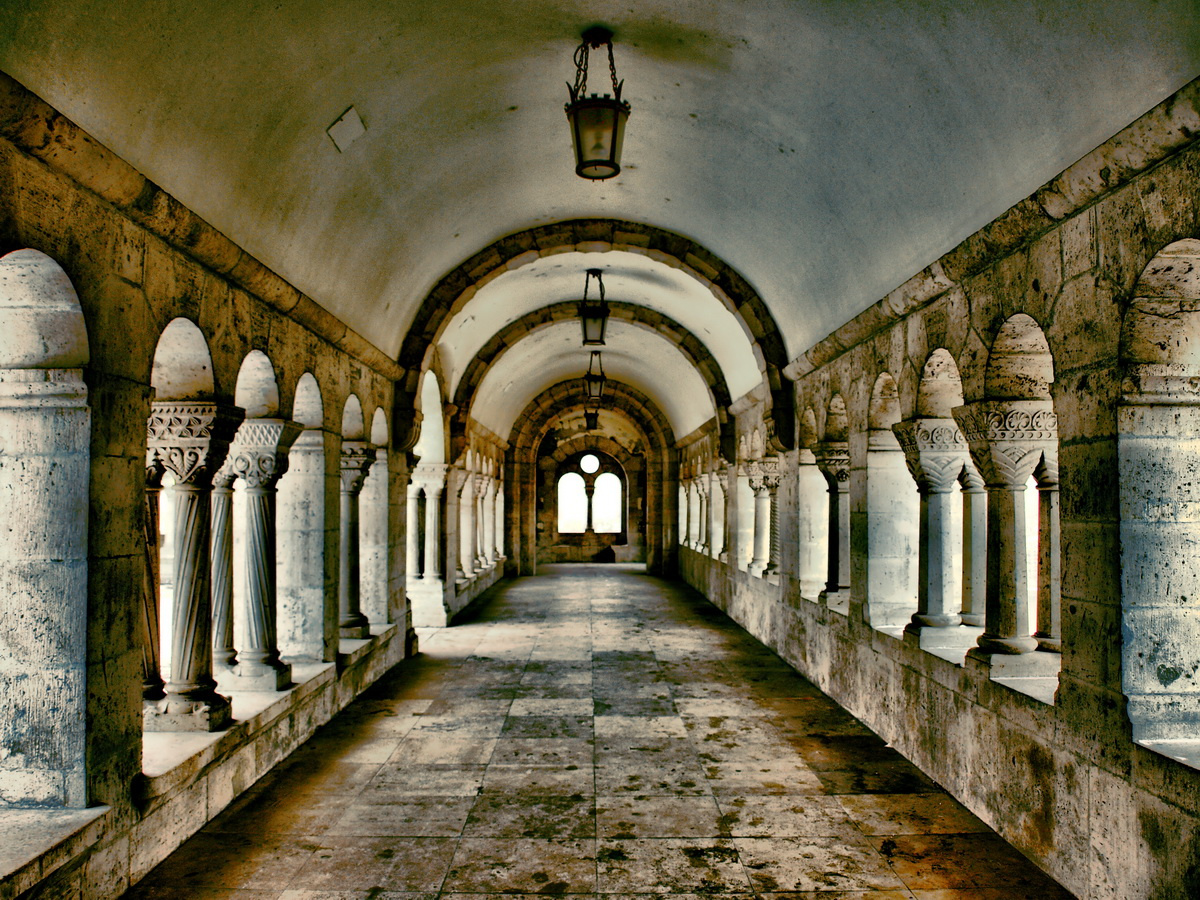
A folyosók egyike

Az északi és déli bástyákat, valamint a bástyaudvart képező folyosókat lent, a Bástyafokok között kétfelől csatlakozó lépcsőzet, fent, az udvarok szintjén pedig mellvédfal köti össze. Schulek egyik legnagyobb érdeme, hogy a Várhegynek ezt az alapvetően és eredendően hadi célokat szolgáló területét, békés sétánnyá és kilátó objektummá alakította át úgy, hogy a Várhegy építészetileg kevéssé jelentős szakasza, a Várhegy egyik jelentőségteljes építészeti egységét alkossa a mögöttes Mátyás-templom belekomponálásával. A templom eredendően, a bástya védművek felé hadicélokból zárt volt, túl magasra sem épülhetett, szintén hasonló okokból. Schulek élve a hadicélokat feloldó kormányrendelettel, építészeti szempontból megnyitotta a Duna és Pest felé a Halászbástyát, mégpedig úgy, hogy karéjszerűen közrefogta a templomtörzset és a két bástyatoronnyal lezárva kellő és méltóságteljes teret biztosított az épületegyüttesnek. A volt bástyafalak szegélyei mentén fedett folyosókat alakított ki, nyitott oszlopcsarnoksoron nyugvó boltozattal, amelyek felett olyan járható teraszt nyitott, amelyek sarkait ún. kúpos fedelű épületek (bástyák) díszítenek. Jelenleg ez a terület kilátóul szolgál.
Északon többszintes, egymás fölé tagozódó torony magasodik, az ún. főtorony, amely alatti teraszon Előd és Álmos vezérek szobrai, mellettük címerpajzsot tartó oroszlán, valamint egy tátott szájú mitológiai lény, sárkány látható, a két alapítóvezér alakjával megegyező stílusban kifaragva. A Mátyás-templom szentélye előtti leszűkült területen húzódik a Halászbástya két folyosórendszerét összekötő, áttört szerkezetű díszes mellvédfal, amely lehetővé teszi a kilátást alulról a templomra. Az árkádszerűen áttört korlátfalat a középső lépcsőzet tengelyében erkély díszíti.

### A Szent István szobor és a déli bástyaudvar

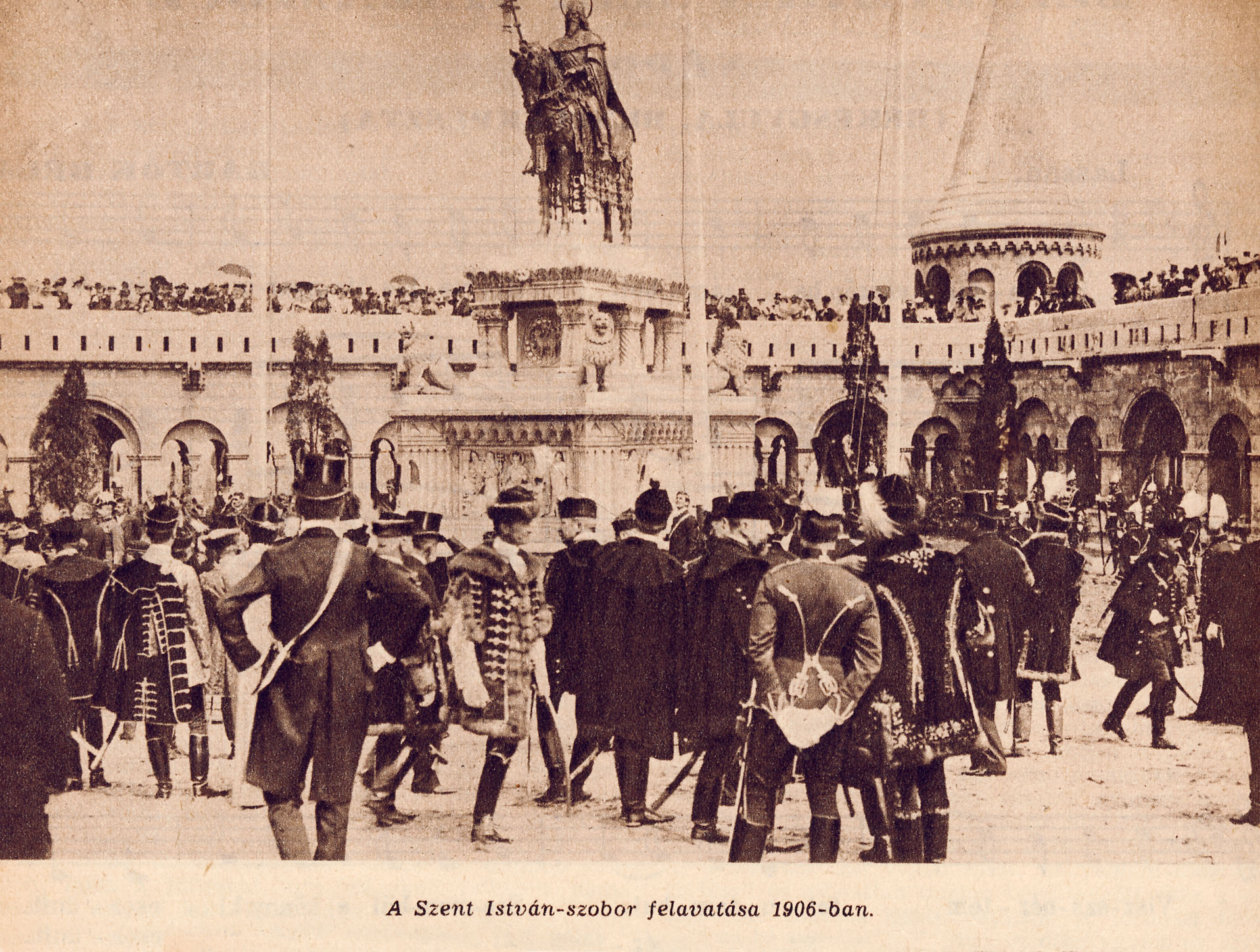
A szobor 1906-os avatása

A műemlékegyüttes harmadik nagy egységét a déli bástyaudvar és a hozzátartozó országalapító, Szent István lovasszobra alkotja.
A Szent István szobor köré, Schulek eredeti elképzelése szerint fedett kupolacsarnok tartozott volna, ám költségvetési okok miatt egy szabadon álló szobor került elhelyezésre, a három oldalról folyosókkal zárt déli udvarrész közepén. A szobor elkészítésére Strobl Alajos szobrászművészt kérte fel, aki 1898-ban kezdte el a szobor mintázását és 1903-ban fejezte be. A szobor öntését és elhelyezését követően, annak ünnepélyes leleplezése 1906. május 21-én történt meg. Az avatás délelőttjén, a Mátyás-templomban ünnepi misét celebrált dr. Nemes Antal pápai prelátus és budavári plébános, majd a mise után kivonult mindenki a szobor köré, és Strobl Alajos intésére hullott le a lepel. 

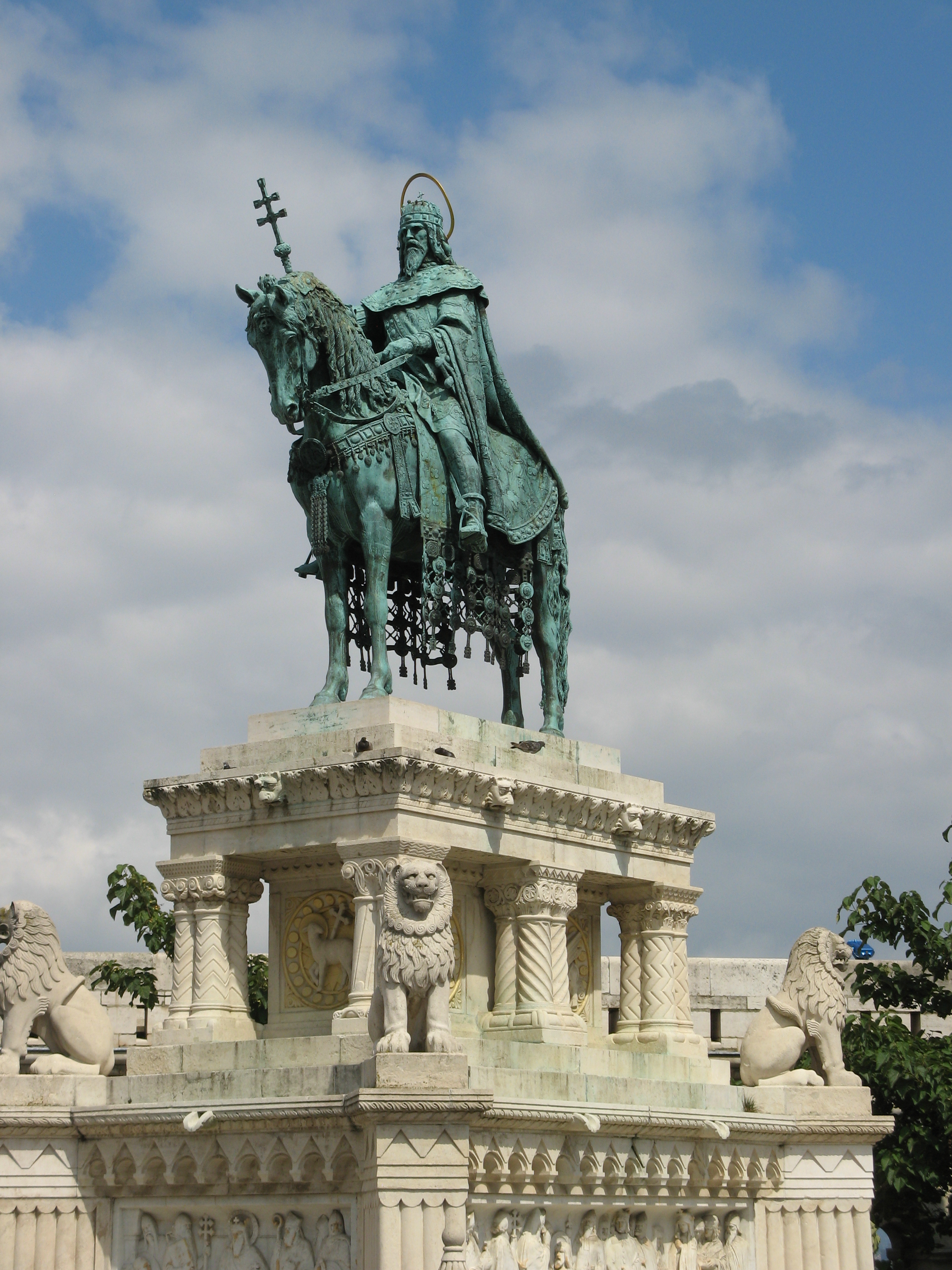
Strobl Alajos: Szent István

A főpap körbejárta a szobrot és beszentelte. A lepel ekkor visszakerült. Háromnegyed egykor jelentek meg a kormány tagjai: Wekerle Sándor, gróf Apponyi Albert, Darányi Ignác, gróf Zichy János és Jekelfalussy Lajos, végezetül egy órakor, harangzúgás közepette megérkezett maga a király is, és megkezdődött a hivatalos ceremónia.
Strobl szobrához Schulek tervezte meg a neoromán stílusú alapzatot, aköré pedig az ovális alaprajzú, áttört kő- és mellvédkorlátot, amelyet a déli bástyaudvar mértani középpontjában helyeztetett el. Az alapzat építményét, az eredetileg a csarnok falaira szánt freskók terveit felhasználó domborművek díszítik, amelyek István király uralkodásának egy-egy nevezetes mozzanatát örökítik meg: a koronázás jelenetét, a törvényhozás aktusának bevezetését, Bécs hódolatának ábrázolását (ez utóbbi a dualizmus korának afféle szükséges kitérőjeként), míg a hátsó és keleti oldalon a templomépítést jelképező jelenetsort láthatjuk, ahol Strobl a templomépítő alakjában magát az idősödő Schulek mestert örökítette meg a szakállas, térdeplő, a templom modelljét István királynak bemutató építőmester alakjában.

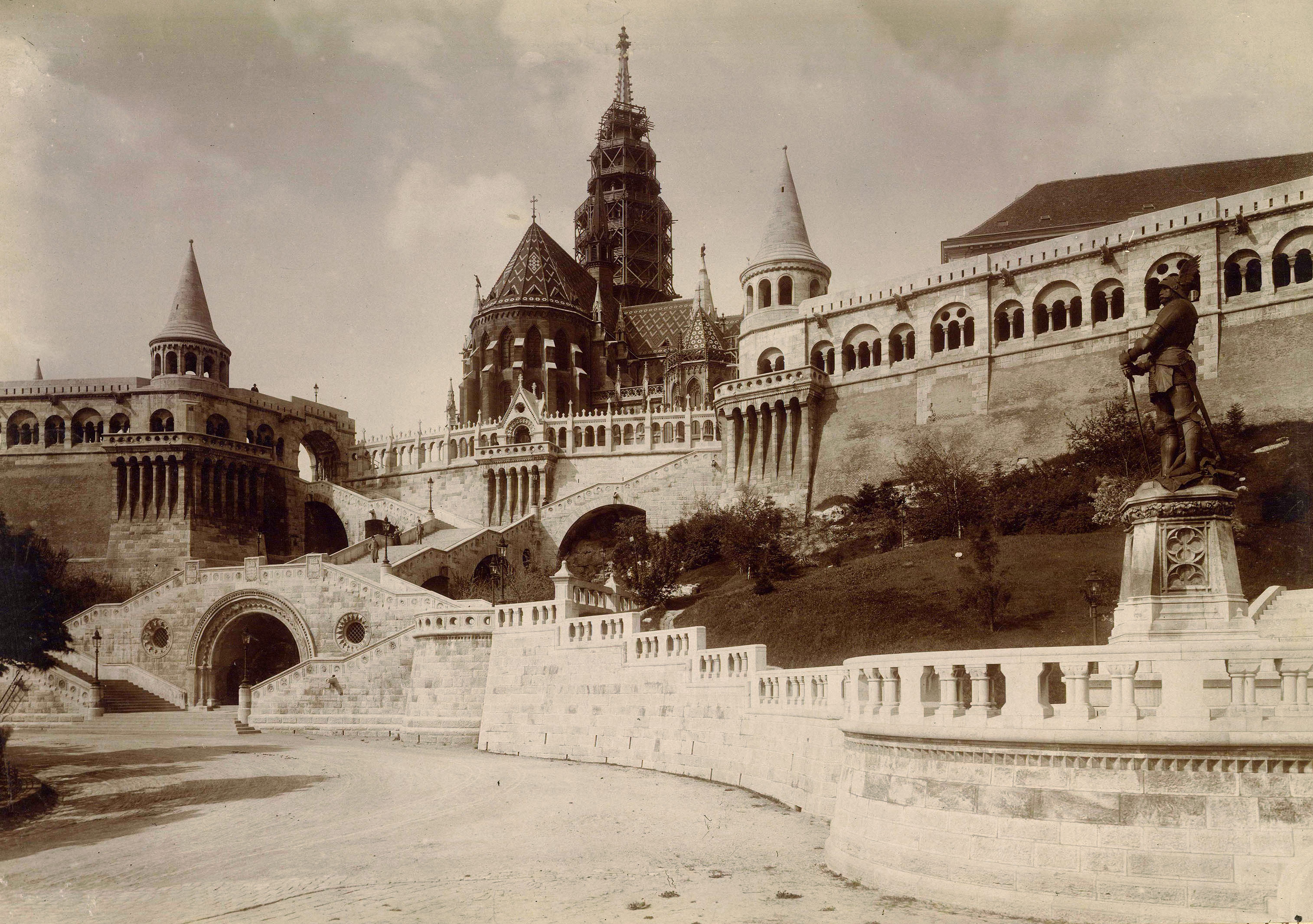
Az újonnan elkészült Halászbástya, jobbra Tóth István Hunyadi János szobra

A reliefek fölött gazdagon díszített párkány húzódik, oldalain aranyozott medalionokban, az agnus dei, az evangelisták jelvényei és a kettős kereszt domborművei láthatók. Az alapzat felső tagjának párkányzatát hat tömör, díszes oszlopnyaláb tartja, amelyen a király bronzból készült szobra helyezkedik el.
Az északi toronycsoport helyére szánta eredetileg a Hét vezér szoborcsoportot, amelyet menet közben kiemeltek a tervből, majd módosításokkal és nagyszabású változtatásokkal valósult meg a mai Hősök terén.

### Hunyadi János szobra
A Halászbástya szerves részét képezi a Hunyadi János út nagy fordulójánál felállított Hunyadi János szobor is. Tóth István szobrászművészt 1899-ben bízták meg a szobor elkészítésével, amelynek ünnepélyes felavatása 1903-ban történt meg. A neogótikus stílusú mészkőalapzat szintén Schulek tervei alapján épült meg, a Halászbástya egyéb épületrészével harmonizáló egységet alkotva. Az alapzatot levéldíszes párkányzat zárja le, homlokzatán a Hunyadi címer, a többi oldalán mérműves díszítés látható. A törökverő hős páncélban, fején hollószárnyas sisakkal, pallosára nehezedve áll a talapzaton, lábánál a legyőzött törökök zászlói és egyéb hadi jelvényei jelképezik a felette álló győztest.

### Szent György-szobor

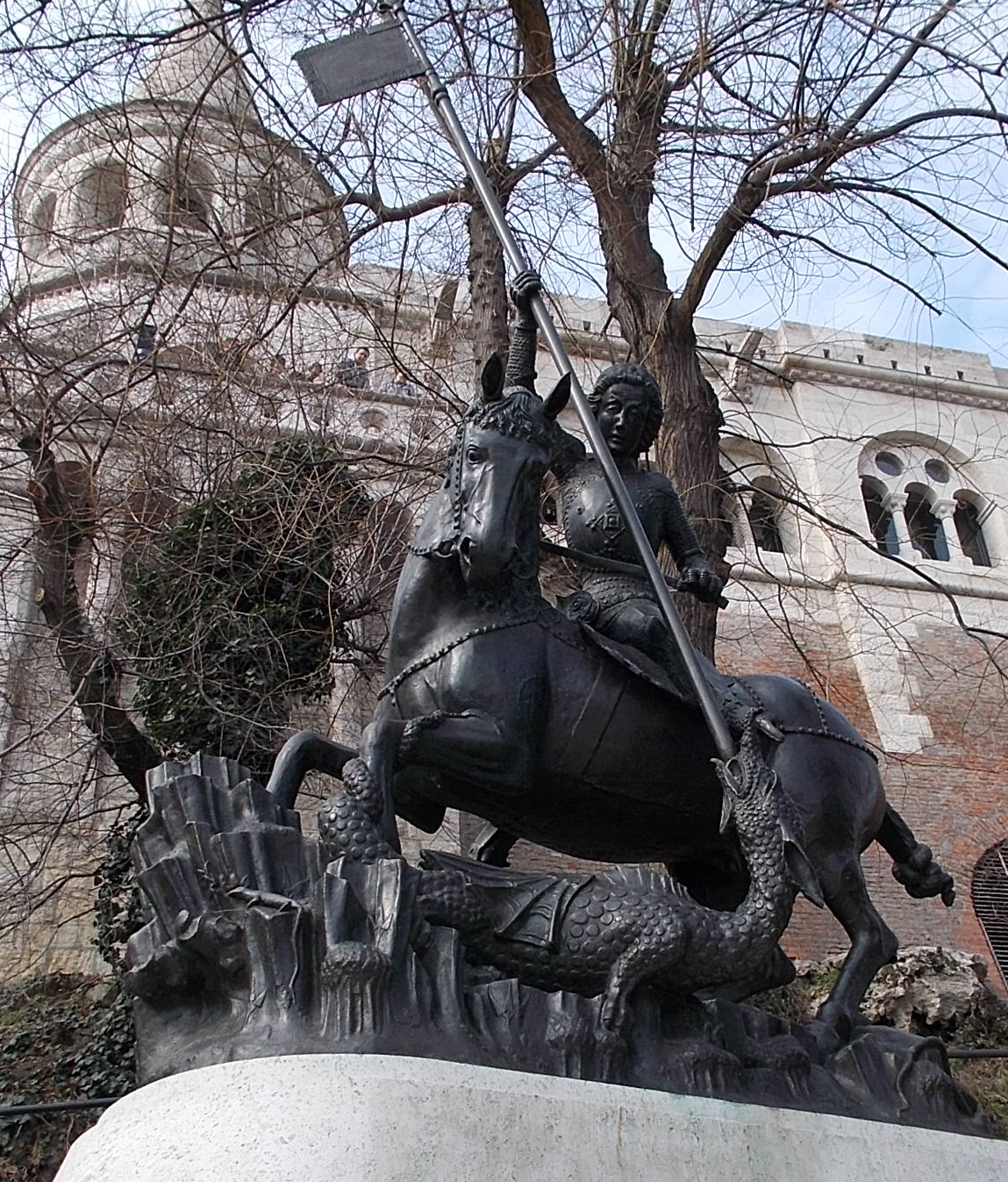
I. Ferenc József a prágai Szent György-szoborról két másolatot készíttetett; ezek közül az egyik ide került, a kolozsvári Szent György-szobor pedig a kolozsvári Farkas utcai református templom előtt áll

Hunyadi János szobra közelében helyezték el a Kolozsvári testvérek által 1373-ban készített Sárkányölő Szent György-szobor bronz másolatát. Az eredeti szobor a prágai várban található.

### Julianus és Gerhardus barát szobra

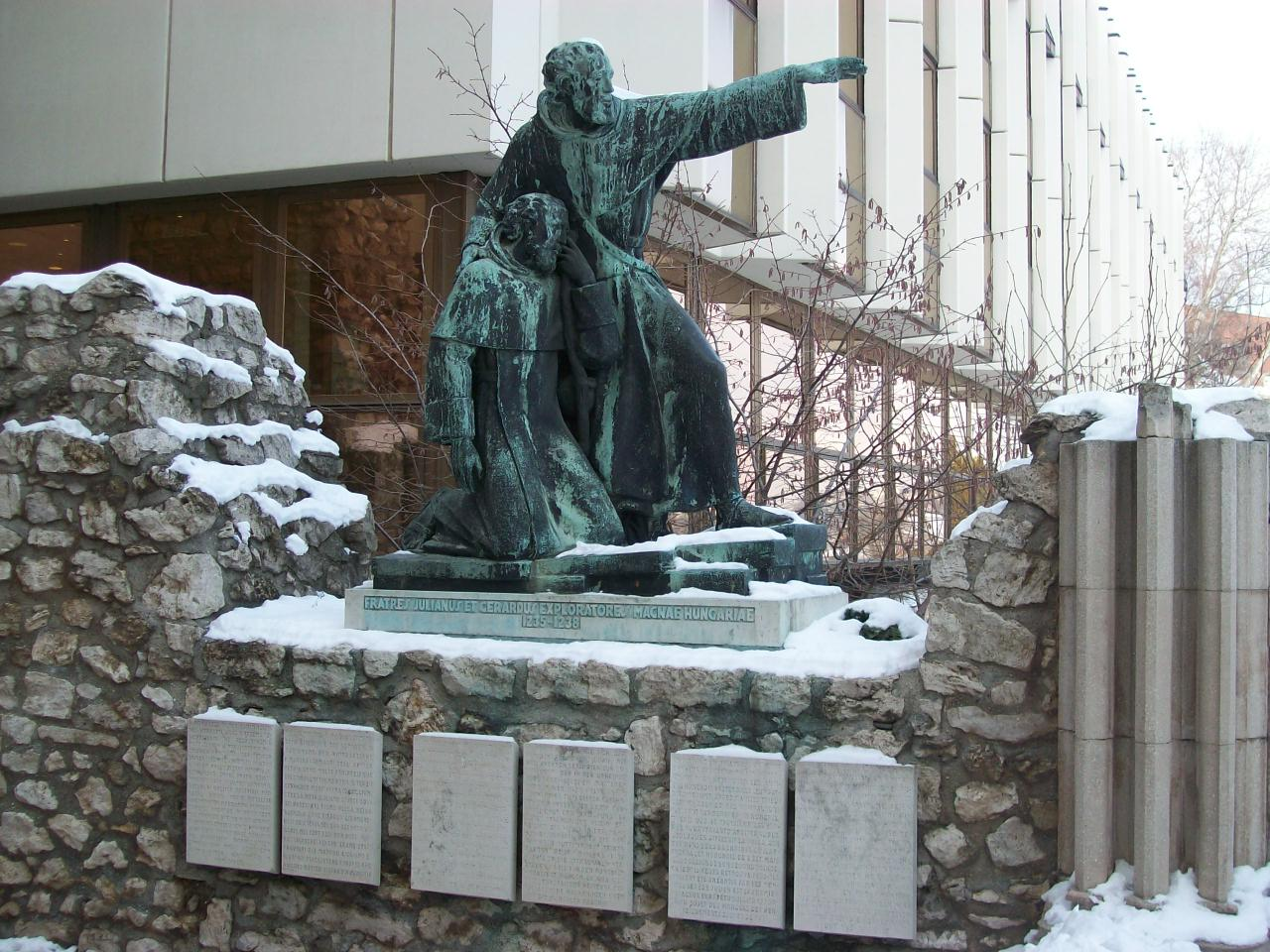
Antal Károly: Julianus és Gerhardus barát szobra

Bendefy László kezdeményezésére állították fel a Halászbástya emlékműveinek együtteséhez tartozó Julianust és Gerhardust ábrázoló szobrot, melyhez Bendefy felajánlotta az 1936-ban megjelent, Az ismeretlen Juliánusz című könyvének honoráriumát. Antal Károly szobrászművész műve évtizedekkel a Halászbástya átadását követően készült el, és került 1937-ben eredetileg a Halászbástya északnyugati tornya mellé. A szobor Julianus és Gerhardus barátot ábrázolja, akik II. Endre király parancsára útra keltek, hogy felkutassák az őshazában maradt magyarokat.
Átkelvén pedig a minden út és ösvény nélküli sivatagon, a harminchetedik napon elérkeztek a mohamedánok földjére, melyet Vedának neveznek, Bundaz városába. Itt semmi módon nem kaphattak szállást senkinél, hanem a mezőn kellett tartózkodniuk esőben és fagyban. Nappal pedig az a fráter, aki egészséges volt, maga és beteg társa részére élelmet koldult a városban, és kapott is mind italt, mind egyebet, főként a város elöljárójától, aki megtudva róla, hogy keresztény, örömmel adott neki alamizsnát, mivel mind az elöljáró, mind annak a vidéknek a népe nyilvánosan mondja, hogy rövidesen kereszténnyé kell lenniük, és a római egyház alá kell tartozniuk. Innen egy másik városba mentek, ahol egy mohamedán házában, aki őket Isten nevében befogadta, az említett beteg szerzetes, név szerint Gerhardus, az Úrban elnyugodott, és ugyanitt el is temették.
A Római iskola stílusának jellegzetes példája és egyben a műfaj egyik kiemelkedő alkotása a két méter magas, bronzból készült emlékmű. Eredetileg a Halászbástya északnyugati tornya mellett állt, de 1976-ban, a Hilton szálló építésekor, a szálloda patkó alakú kertjében, az egykori domonkos-rendi templom apszisán helyezték el. Talapzata haraszti mészkő, melyen ez a felirat olvasható:
»Juliánus domonkos barát 1235-ben negyedmagával az őshazában magyarok felkutatására indult. Sok viszontagság után két társa visszatért. A harmadik, Gerhardus a cél elérése előtt halt meg. Julianus egyedül jutott el a Volga folyó mellé Baskiria Tatára, ahol megtalálta a keleti magyarokat. Második útján 1237-ben már nem juthatott el a keleti magyarokhoz mert a mongolok elsöpörték őket. Ő a legelső európai utazó, aki komoly híreket hozott a mongolokról.«

## A Halászbástya jelentősége
Művészettörténeti értelemben véve, a Halászbástya neoromán stílusú épületegyüttese a magyarországi eklektika legékesebb és legértékesebb építményei sorába tartozik az Operaház és az Országház épülete mellett. Volt időszak, amelyben az eklektika mint a magyar nemzeti romantikának építészeti megnyilvánulása háttérbe került a tiszta, egyértelmű stílusjegyeket magán viselő, korábbi korok építészeti irányzataival szemben. Később felismerték a szakemberek, hogy mint például Schulek Frigyes a Halászbástya esetében, nem pusztán formai elemeket emelt át a régmúltból, hanem azok felhasználásával létrehozott egy új, önálló építészeti nyelvet, amely egyszerre tiszteleg a múlt előtt, ugyanakkor térkialakításaival, formaképzésével előremutató, haladó irányt képvisel az országban.
Schulek Frigyes érdeme, hogy a Várnegyed egyik legtöbb ostromot kiállt, addigra már igencsak leromlott városképet nyújtó bástya és várfalszakaszából egy nem hivalkodó, a Mátyás-templomnak megfelelő keretet biztosító épületegyüttest hozott létre. Számtalan kompromisszum, meghúzás és módosítás ellenére is a maga nemében egyedülállónak tekintett művet alkotott, amely a Várnegyed fontos építészeti részévé vált.